# John Diakomihalis
John (Yianni) Michael Diakomihalis (ur. 11 kwietnia 1999) – amerykański zapaśnik walczący w stylu wolnym. Srebrny medalista mistrzostw świata w 2022. Mistrz panamerykański w 2020 i 2023. Pierwszy w Pucharze Świata w 2022. Mistrz świata kadetów w 2015 i 2016 roku.
Zawodnik Hilton High School z Hilton i Cornell University. Cztery razy All-American (2018, 2019, 2022, 2023) w NCAA Division I, pierwszy w 2018, 2019, 2022 i 2023 roku.